# Finale de la Coupe d'Europe des vainqueurs de coupe 1981-1982
La finale de la Coupe d'Europe des vainqueurs de coupe 1981-1982  est la 22e finale de la Coupe d'Europe des vainqueurs de coupe, organisée par l'UEFA. Ce match de football a lieu le 12 mai 1982 au Camp Nou à Barcelone, en Espagne.
Elle oppose l'équipe espagnole du FC Barcelone (jouant « à domicile » pour l'occasion) aux Belges du Standard de Liège. Le match se termine par une victoire des Barcelonais sur le score de 2 buts à 1, ce qui constitue leur deuxième sacre dans la compétition après 1979, ainsi que leur septième titre européen.
Alors que les Liégeois avaient ouvert le score par Guy Vandersmissen, les Espagnols égalisent juste avant la mi-temps par le Danois Allan Simonsen. Le but de la victoire du Barça est inscrit par Quini à la 63ème minute sur un coup franc joué très rapidement par les Espagnols alors que les joueurs étaient en train de se placer et que l'arbitre allemand Walter Eschweiler, en discussion avec les joueurs belges, n'avait pas encore sifflé. Malgré les contestations des Standarmen, l'arbitre valida le but.
Vainqueur de la finale, le FC Barcelone est à ce titre qualifié pour la Supercoupe d'Europe 1982 contre Aston Villa, vainqueur de la finale de la Coupe des clubs champions européens.

## Parcours des finalistes
Note : dans les résultats ci-dessous, le score du finaliste est toujours donné en premier (D : domicile ; E : extérieur).
| FC Barcelone       | FC Barcelone | FC Barcelone | FC Barcelone |                     | Standard Liège  | Standard Liège | Standard Liège | Standard Liège |
| ------------------ | ------------ | ------------ | ------------ | ------------------- | --------------- | -------------- | -------------- | -------------- |
| Adversaire         | Total        | Aller        | Retour       |                     | Adversaire      | Total          | Aller          | Retour         |
| AFD Trakia Plovdiv | 4 - 2        | 4 - 1 (D)    | 0 - 1 (E)    | Seizièmes de finale | Floriana FC     | 12 - 1         | 3 - 1 (E)      | 9 - 0 (D)      |
| Dukla Prague       | 4 - 1        | 0 - 1 (E)    | 4 - 0 (D)    | Huitièmes de finale | Vasas SC        | 4 - 1          | 2 - 0 (E)      | 2 - 1 (D)      |
| Lokomotive Leipzig | 4 - 2        | 3 - 0 (E)    | 1 - 2 (D)    | Quarts de finale    | FC Porto        | 4 - 2          | 2 - 0 (D)      | 2 - 2 (E)      |
| Tottenham Hotspur  | 2 - 1        | 1 - 1 (E)    | 1 - 0 (D)    | Demi-finales        | Dinamo Tbilissi | 2 - 0          | 1 - 0 (E)      | 1 - 0 (D)      |

## Finale
| ·             |                      |  |
| Titulaires :  |                      |  |
|               |                      |  |
| 1             | Urruti               |  |
| 2             | Gerardo              |  |
| 3             | Migueli              |  |
| 6             | José Ramón Alexanko  |  |
| 4             | Manolo               |  |
| 5             | José Vicente Sánchez |  |
| 8             | José Moratalla       |  |
| 10            | Esteban              |  |
| 7             | Allan Simonsen       |  |
| 9             | Quini                |  |
| 11            | Francisco Carrasco   |  |
|               |                      |  |
| Remplaçants : |                      |  |
| 12            | Antonio Olmo         |  |
| 13            | Pedro Artola         |  |
| 14            | José Antonio Ramos   |  |
| 15            | Rafael Zuviría       |  |
| 16            | Enrique Morán        |  |
|               |                      |  |
| Entraîneur :  |                      |  |
| Udo Lattek    |                      |  |

| ·                |                       |  |
| Titulaires :     |                       |  |
|                  |                       |  |
| 1                | Michel Preud'homme    |  |
| 2                | Eric Gerets           |  |
| 4                | Théo Poel             |  |
| 5                | Walter Meeuws 90e     |  |
| 3                | Gérard Plessers       |  |
| 6                | Guy Vandersmissen     |  |
| 8                | Jos Daerden           |  |
| 9                | Arie Haan             |  |
| 11               | René Botteron         |  |
| 7                | Simon Tahamata        |  |
| 10               | Benny Wendt           |  |
|                  |                       |  |
| Remplaçants :    |                       |  |
| 12               | Roberto Sciascia (en) |  |
| 13               | Gilbert Bodart        |  |
| 14               | Tony Englebert (en)   |  |
| 15               | Pascal Delbrouck (en) |  |
| 16               | Eddy Voordeckers      |  |
|                  |                       |  |
| Entraîneur :     |                       |  |
| Raymond Goethals |                       |  |

| ·             |                      |  |
| Titulaires :  |                      |  |
|               |                      |  |
| 1             | Urruti               |  |
| 2             | Gerardo              |  |
| 3             | Migueli              |  |
| 6             | José Ramón Alexanko  |  |
| 4             | Manolo               |  |
| 5             | José Vicente Sánchez |  |
| 8             | José Moratalla       |  |
| 10            | Esteban              |  |
| 7             | Allan Simonsen       |  |
| 9             | Quini                |  |
| 11            | Francisco Carrasco   |  |
|               |                      |  |
| Remplaçants : |                      |  |
| 12            | Antonio Olmo         |  |
| 13            | Pedro Artola         |  |
| 14            | José Antonio Ramos   |  |
| 15            | Rafael Zuviría       |  |
| 16            | Enrique Morán        |  |
|               |                      |  |
| Entraîneur :  |                      |  |
| Udo Lattek    |                      |  |

| ·                |                       |  |
| Titulaires :     |                       |  |
|                  |                       |  |
| 1                | Michel Preud'homme    |  |
| 2                | Eric Gerets           |  |
| 4                | Théo Poel             |  |
| 5                | Walter Meeuws 90e     |  |
| 3                | Gérard Plessers       |  |
| 6                | Guy Vandersmissen     |  |
| 8                | Jos Daerden           |  |
| 9                | Arie Haan             |  |
| 11               | René Botteron         |  |
| 7                | Simon Tahamata        |  |
| 10               | Benny Wendt           |  |
|                  |                       |  |
| Remplaçants :    |                       |  |
| 12               | Roberto Sciascia (en) |  |
| 13               | Gilbert Bodart        |  |
| 14               | Tony Englebert (en)   |  |
| 15               | Pascal Delbrouck (en) |  |
| 16               | Eddy Voordeckers      |  |
|                  |                       |  |
| Entraîneur :     |                       |  |
| Raymond Goethals |                       |  |